# Arirang (Smartphone)
Arirang bezeichnet Smartphones des nordkoreanischen Mobilfunkanbieters Koryolink. Sie wurden nach dem koreanischen Volkslied Arirang benannt.

## Arirang AS1201
Am 11. August 2013 stellte Nordkorea das Arirang AS1201 vor. Laut Angaben der Zentralen Koreanischen Nachrichtenagentur (KCNA) verfügt das Mobiltelefon über einen Touchscreen und eine Kamera mit „hoher Auflösung“. Das Smartphone besitzt eine leicht modifizierte Version von Android 4.0.4, dem Betriebssystem von Google. Das Gerät erschien in den Farben Schwarz, Weiß, Gelb und Pink und beinhaltet einige Apps, die in Nordkorea entwickelt wurden.
Die Smartphones sollen laut nordkoreanischen Angaben in der „Fabrik des 11. Mai“ in Pjöngjang hergestellt werden. Kim Jong-un, der Oberste Führer Nordkoreas, brachte während eines Besuches an der Fabrik seine Begeisterung und Unterstützung für das Smartphone zum Ausdruck. Er glaubt, dass es die Wirtschaft des Landes unterstützen und dem koreanischen Volk „Nationalstolz und Selbstachtung einflößen“ werde. Bilder, die während des Besuchs aufgenommen wurden, zeigen nordkoreanische Arbeiter, die das fertige Smartphone inspizieren, testen oder verpacken. Mit der Herstellung beschäftigte Arbeiter sind nicht zu sehen. Nordkorea-Analytiker Martyn Williams hält es für wahrscheinlicher, dass die Smartphones in China hergestellt und danach verdeckt über die Grenze gebracht werden. Im April 2014 wurde klar, dass es sich beim Arirang AS1201 um eine Kopie oder eine umbenannte Version des chinesischen Smartphones Uniscope U1201 handelt.

## Arirang AP121
Das Arirang AP121 verfügt über die Version 4.2.1 des Android-Betriebssystems. Als Erstellungsdatum des Betriebssystems wird der 27. August 2014 angegeben. Das AP121 scheint dem THL W200 des chinesischen Herstellers Shenzhen Hongjiayuan Communication Technology sehr ähnlich zu sein.

## Arirang 151
Das Arirang 151 läuft auf einer stark modifizierten Version von Android 4.4.2, die im September 2016 erstellt wurde. Das Gerät verfügt über eine Kamera, Bluetooth, 3G, 4 Gigabyte internen Speicher, einen microSD-Eingang und einen Micro-SIM-Kartensteckplatz. Das Smartphone ist nicht WLAN-kompatibel. Auf dem Telefon sind neben einem 500 MB großen Promo-Video viele vorinstallierte Apps, hauptsächlich Spiele wie Super Mario, Pflanzen gegen Zombies, Angry Birds und Cut the Rope, vorhanden. Eine Fitnesstracker-App von Huawei ist auch vorhanden. Außerdem befindet sich eine Anwendung namens „AppLock“ auf dem Handy, die es ermöglichen soll, bestimmte Anwendungen, Kontakte und Nachrichten hinter einem vierstelligen Code zu sperren. Der dänische Entwickler Christian Budde Christensen zweifelt die Effektivität einer solchen Anwendung an und hält es für wahrscheinlich, dass die Anwendung dazu dient, dem Nutzer ein falsches Gefühl der Privatsphäre und Sicherheit zu vermitteln.
Laut Christian Budde Christensen verhindert das Handy den Austausch von Daten mit fremden Geräten. So können mit einer Bluetooth-Verbindung zu einem Computer keine Daten übertragen werden. Außerdem wird das Handy nach Einlegen einer ausländischen SIM-Karte automatisch heruntergefahren. Über eine USB-Verbindung können Daten erfolgreich auf ein anderes Gerät übertragen werden, jedoch ist dies umgekehrt nicht komplett möglich, da die übertragenen Dateien beim Öffnen vom Handy gelöscht werden. Christensen glaubt nicht, dass die Hardware in Nordkorea hergestellt wurde, vermutet aber, dass die Modifikationen von nordkoreanischen Programmierern vorgenommen wurden.

## Arirang 161
Am 16. September 2017 stellte die staatliche Nachrichtenseite DPRKToday.com das „Fingerabdruck-Smartphone“ Arirang 161 vor. Nach deren Angaben habe das Arirang 161 einen internen Speicher von 32 Gigabyte und ein 4,7 Zoll großes Display, das vermutlich maximal eine HD-Auflösung von 1280 × 720 Pixeln vorweist. Eine große Neuerung des Arirang 161 sei der integrierte Fingerabdruckscanner, der einen schnellen Zugriff auf das Gerät ermögliche. Das Gerät sei besonders angenehm zu halten, da das Gerät eine abgerundete Rückseite aufweise. Der Verkaufspreis lag umgerechnet bei 220 Euro.

## Arirang 171
Im März 2018 stellte DPRKToday.com das Arirang 171 vor. Das Smartphone läuft auf Android 7.1.1 „Nougat“ und hat einen 10-Core-Prozessor vom taiwanischen MediaTek. Es verfügt über ein 5,5 Zoll großes LC-Display mit einer Auflösung von 1.920 × 1.080, 32 Gigabyte Speicher und 4 Gigabyte RAM. Es besitzt eine 13-Megapixel-Rückkamera und eine 8-Megapixel-Frontkamera. Es handelt sich um eine Variante des Ulefone Gemini Pro.